# فريديريك غيلبيرت
فريديريك غيلبيرت (بالفرنسية: Frédéric Guilbert) هو لاعب كرة قدم فرنسي في مركز الدفاع، ولد في 24 ديسمبر 1994 في فالوغنس في فرنسا. شارك مع منتخب فرنسا تحت 21 سنة لكرة القدم. أما مع النوادي، فقد لعب مع جيروندان بوردو ونادي تشيربورغ ونادي كاين.

## وصلات خارجية
- فريديريك غيلبيرت على موقع قاعدة بيانات كرة القدم.إي يو (الإنجليزية)
- فريديريك غيلبيرت على موقع ليكيب (الفرنسية)
- فريديريك غيلبيرت على موقع Soccerbase.com (لاعب) (الإنجليزية)
- فريديريك غيلبيرت على موقع Soccerway.com (الإنجليزية)
- فريديريك غيلبيرت على موقع عالم كرة القدم.نت (الإنجليزية)
- فريديريك غيلبيرت على موقع AS.com (الإسبانية)